# Ninoslav Saraga
Ninoslav Saraga (Osijek, Yugoslavia, 3 de enero de 1969) es un deportista croata que compitió en remo.
Ganó dos medallas de bronce en el Campeonato Mundial de Remo, en los años 1999 y 2002. Participó en tres Juegos Olímpicos de Verano, ocupando el séptimo lugar en Barcelona 1992 (cuatro con timonel), el sexto en Atlanta 1996 (dos sin timonel) y el octavo en Sídney 2000 (dos sin timonel).

## Palmarés internacional
| Campeonato Mundial | Campeonato Mundial      | Campeonato Mundial | Campeonato Mundial |
| Año                | Lugar                   | Medalla            | Prueba             |
| ------------------ | ----------------------- | ------------------ | ------------------ |
| 1999               | St. Catharines (Canadá) | Medalla de bronce  | Dos sin timonel    |
| 2002               | Sevilla (España)        | Medalla de bronce  | Cuatro con timonel |